# Indicatif régional 253

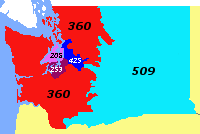
Carte de l'État de Washington avec les territoires de ses indicatifs régionaux. L'indicatif régional 253 est en mauve.

L'indicatif régional 253 est l'un des indicatifs téléphoniques régionaux de l'État de Washington aux États-Unis. Cet indicatif dessert un petit territoire situé dna le centre-ouest de l'État. Plus précisément, l'indicatif dessert les banlieues sud de Seattle.
La carte ci-contre indique en mauve le territoire couvert par l'indicatif 253.
L'indicatif régional 253 fait partie du Plan de numérotation nord-américain.

## Principales villes desservies par l'indicatif
- Auburn
- Bonney Lake
- Burley
- Covington
- DuPont
- Federal Way
- Fife
- Joint Base Lewis-McChord
- Fox Island
- Gig Harbor
- Graham
- Kent
- Lakewood
- Lake Tapps
- Milton
- Parkland
- Puyallup
- Roy
- Sumner
- Spanaway
- Steilacoom
- Tacoma
- University Place

## Source
- (en) Cet article est partiellement ou en totalité issu de l’article de Wikipédia en anglais intitulé « Area code 253 » (voir la liste des auteurs).